# Dolomity
Dolomity (wł. Dolomiti, Alpi Dolomitiche; niem. Dolomiten) – pasmo górskie w północno-wschodniej części Włoch, część Południowych Alp Wapiennych w Alpach Wschodnich. Leży pomiędzy dolinami: Val Rendena na zachodzie, Piawa na wschodzie oraz Pustertal (Val Pusteria) na północy. Najwyższe szczyty Dolomitów to: Punta Penia (3342 m n.p.m.) i Punta Rocca (3309 m n.p.m.) w masywie Marmolady, Antelao (3263 m n.p.m.), Tofany. Kraina geograficzna, do której należą Dolomity to Tyrol Południowy, południowa część masywu leży na terenie prowincji Belluno, zachodnia – prowincji Trentino, północna – prowincji Bolzano-Alto Adige/Bozen-Südtirol. W 2009 roku Dolomity wpisano na listę światowego dziedzictwa UNESCO.

## Topografia
Dolomity leżą we włoskiej części Alp Wschodnich, w regionach Trydent-Górna Adyga i Wenecja Euganejska.

### AVE
| \| \| \| \|                                                                   | W podziale Alp Wschodnich według Alpenverein Dolomity (nr AVE 52) są częścią Südliche Ostalpen i nie obejmują swym zasięgiem Dolomiti di Fiemme (Fleimstaler Alpen, nr AVE 53), które są odrębną, samodzielną jednostką. Pasmo graniczy z: Sarntaler Alpen na północnym zachodzie, Alpami Zillertalskimi, Rieserfernergruppe i Villgratner Berge na północy, Alpi Carniche na północnym wschodzie, Prealpi Carniche na wschodzie i południowym wschodzie oraz Dolomiti di Fiemme na zachodzie. |
| Dolomity (52) na mapie Alp Wschodnich wśród grup górskich według podziału AVE | |
| Dolomity (zasięg wg AVE)                                                      | |

### SOIUSA
| Według włoskiego podziału Alp, SOIUSA, Dolomity są sekcją (sezione) sektora (grande settore) Południowe Alpy Wapienne (Alpi Sud-orientali) | Według włoskiego podziału Alp, SOIUSA, Dolomity (kod SOIUSA = II/C-31) są sekcją (sezione) sektora (grande settore) Południowe Alpy Wapienne (Alpi Sud-orientali, kod SOIUSA = II/C). Pasmo Dolomiti di Fiemme (kod SOIUSA = II/C-31.V) stanowi podsekcję (sottosezione) Dolomitów. |

#### Główne podgrupy górskie wedługSOIUSA
| \| Nazwa \| Kod SOIUSA \| \| ---------------------------------------------- \| ----------- \| \| Dolomiti di Sesto, di Braies e d’Ampezzo \| II/C-31.I \| \| Dolomiti di Zoldo \| II/C-31.II \| \| Dolomiti di Gardena e di Fassa \| II/C-31.III \| \| Dolomiti di Feltre e delle Pale di San Martino \| II/C-31.IV \| \| Dolomiti di Fiemme \| II/C-31.V \| |             |
| Nazwa | Kod SOIUSA  |
| Dolomiti di Sesto, di Braies e d’Ampezzo | II/C-31.I   |
| Dolomiti di Zoldo | II/C-31.II  |
| Dolomiti di Gardena e di Fassa | II/C-31.III |
| Dolomiti di Feltre e delle Pale di San Martino | II/C-31.IV  |
| Dolomiti di Fiemme | II/C-31.V   |

### Grupy górskie

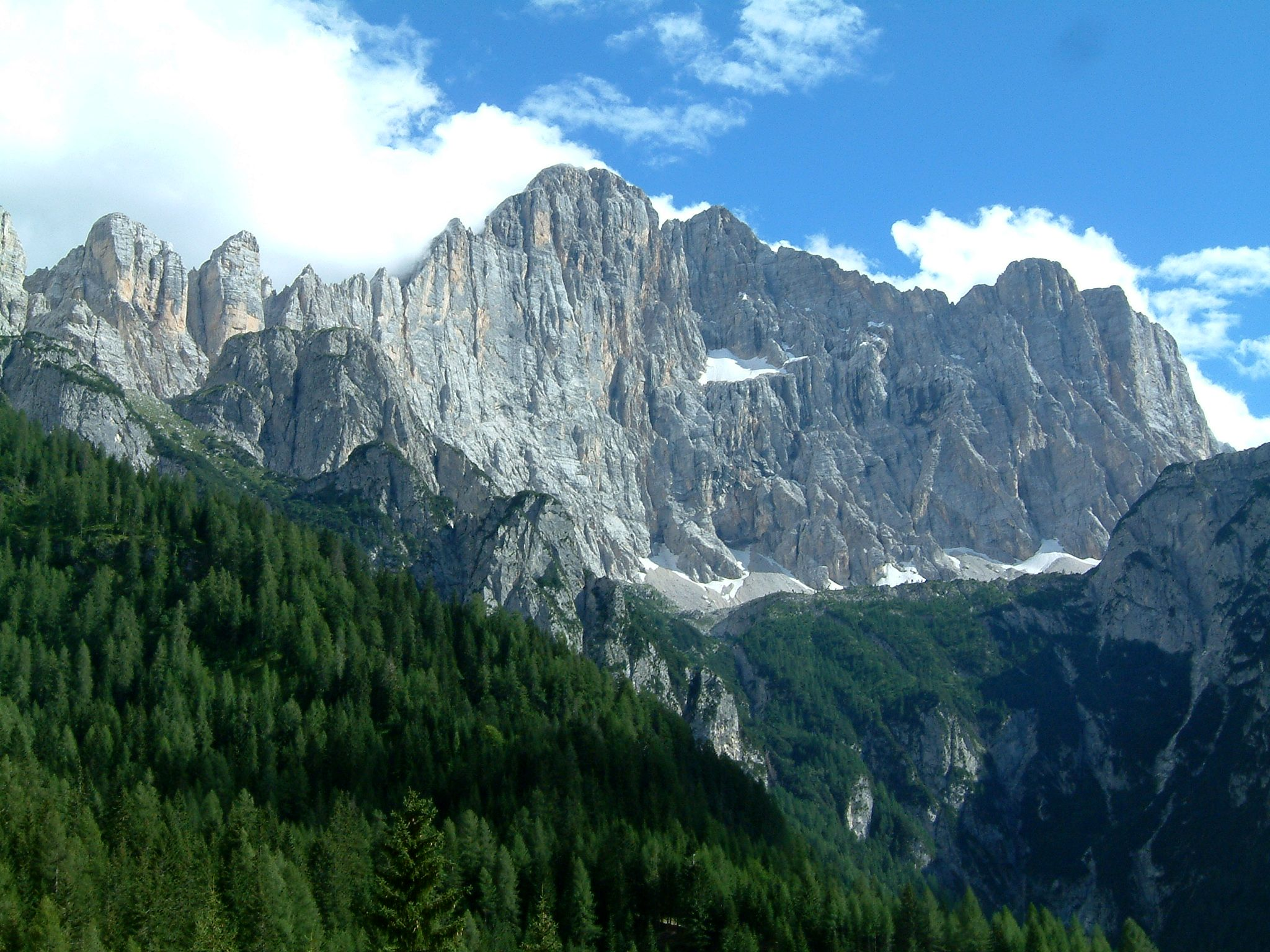
Monte Civetta

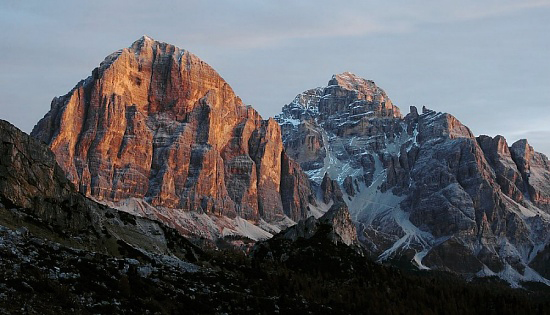
Tofany

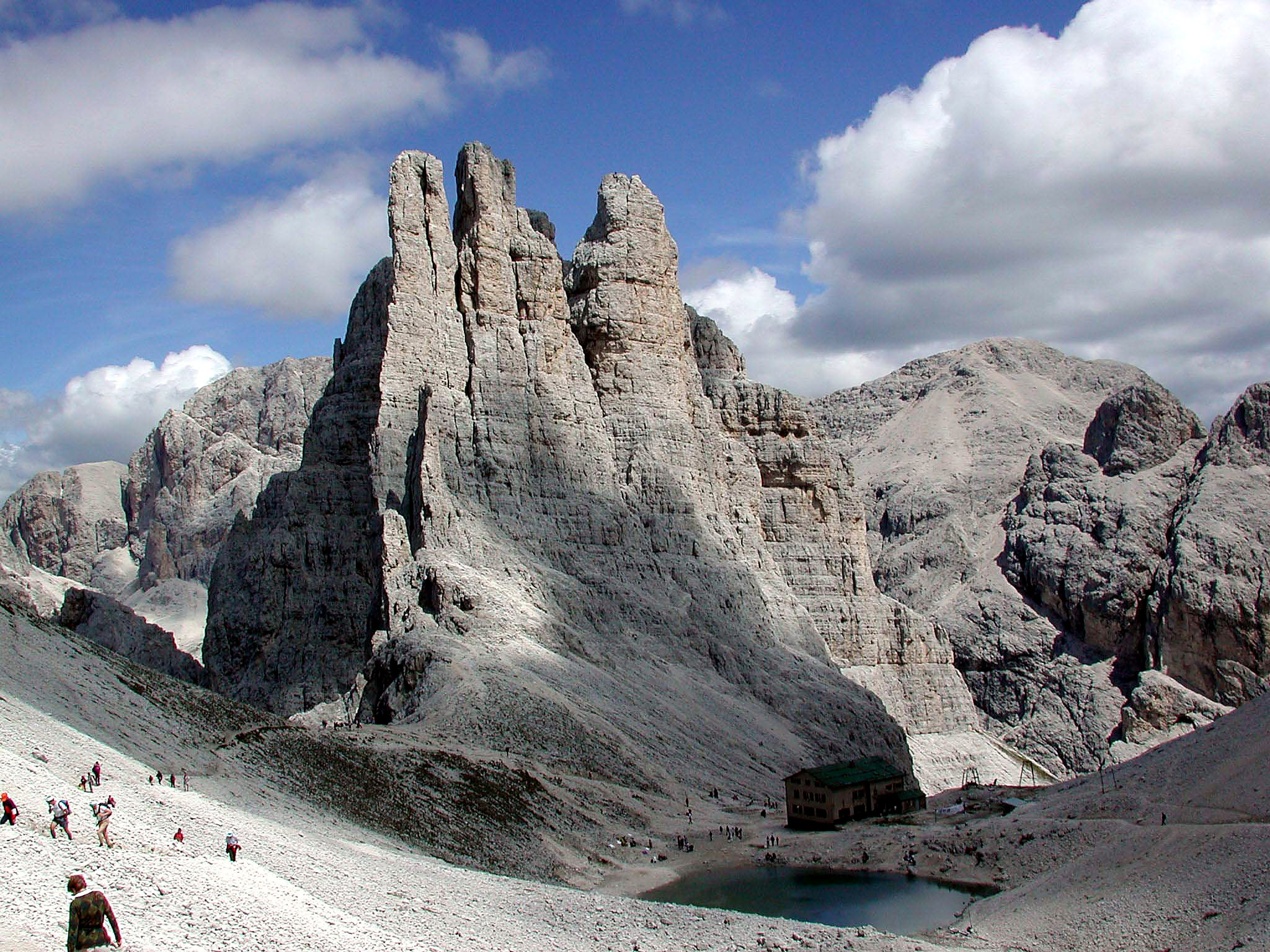
Torri del Vajolet

Dolomity nie stanowią wyraźnego łańcucha górskiego. Składają się z grup skalnych oddzielonych głębokimi dolinami i wysokimi, lecz na ogół łatwo dostępnymi przełęczami. Najważniejsze grupy: Pale di San Martino, Marmarole, Puez, Fanes, Sassolungo (niem. Langkofel), Marmolada, Sella, Puez/Ciër, Catinaccio (niem. Rosengarten), Civetta, Pelmo, Tofany, Cristallo, Antelao, Sorapiss, Dolomiti di Sesto (niem. Sextner Dolomiten), Sciliar/Schlern, Dolomiti di Braies/Pragser Dolomiten. Najważniejsze grupy o podobnej budowie geologicznej, lecz geograficznie należące do innych grup górskich to Dolomiti di Brenta, Piccole Dolomiti i Dolomity Lienzkie.

## Budowa geologiczna
Dolomity w dużej części składają się z odkrytych skał – wapieni i dolomitów oraz częściowo – riolitów. W dolinach lasy szpilkowe. Dolomity charakteryzują się bardzo malowniczą rzeźbą terenu spowodowaną ich erozją. Pod względem geologicznym Dolomity stanowią fragment Południowych Alp Wapiennych. Składają się z płaszczowin wchodzących w skład tzw. Jednostek Austryjskich sfałdowanych po raz pierwszy w fazie austryjskiej orogenezy alpejskiej, na przełomie wczesnej i późnej kredy, ale główna faza fałdowań, tworzenia płaszczowin i wypiętrzenia przypadła na schyłek miocenu (Stupnicka, 1978). Osady jurajskie i kredowe tych jednostek zostały niemal całkowicie zerodowane; istniejące dolomity i wapienie uformowane zostały w triasie. Osady triasowe leżą na formacjach permskich, pod którymi znajduje się gruba warstwa kwaśnych skał wylewnych (głównie riolity), leżących bezpośrednio na silnie zmetamorfizowanym starszym podłożu. W niektórych miejscach riolity ukazują się bezpośrednio na powierzchni.

## Rdzenna ludność
Rdzenna, zanikająca już ludność Dolomitów to Ladynowie, posiadający własną kulturę i język ladyński, którym posługuje się jeszcze niewielka część mieszkańców (ok. 30 000). Gromadzeniem informacji o kulturze ladyńskiej zajmują się Institut Ladin Micurá de Rü w San Martino (Alta Badia) oraz muzeum etnograficzne w Vigo di Fassa.

## I Wojna Światowa
W okresie I wojny światowej przez Dolomity przebiegała linia frontu między armią włoską a austro-węgierską. Obie strony wykorzystywały naturalne formacje skalne do budowy pozycji obronnych i drążenia tuneli w celu wysadzenia stanowisk przeciwnika. Walki charakteryzowały się dużymi stratami spowodowanymi nie przez ostrzały lecz przez lawiny, odmrożenia czy upadki z wysokości. Po bitwie pod Caporetto, Dolomity straciły strategiczne znaczenie a walki tam pojawiały się już tylko w ograniczonej formie. Obecnie na Dolomitach zachowały się liczne ślady działań wojennych, w tym wydrążone tunele czy schrony.

## Turystyka
Dolomity mają bardzo duże walory turystyczne. Według UNESCO powszechnie uważane są za jeden z najatrakcyjniejszych krajobrazowo obszarów górskich na świecie. Duża liczba poszarpanych grani, turni i baszt skalnych, bardzo stromych stoków, urwisk oraz wielkich kilkusetmetrowych pionowych ścian skalnych, głębokich dolin i zjawisk krasowych tworzy spektakularny krajobraz. Zimą Dolomity są popularnym ośrodkiem narciarskim, a latem oferują olbrzymią liczbę szlaków górskich, via ferrat oraz szlaków rowerowych.
Spośród wielu ośrodków sportów zimowych w Dolomitach najbardziej znana za sprawą Olimpiady Zimowej z 1956 roku jest Cortina d’Ampezzo oraz rejony Val Ghërdina/Grödental/Val Gardena, Alta Badia, Canazei, Reba/Arabba, Madonna di Campiglio, gdzie odbywają się regularnie zawody o Puchar Świata. Dolomity posiadają również wiele letnich stacji klimatyczno-wypoczynkowych. Należą do nich między innymi: Sesto, San Candido, Corvara, Ortisei, Selva Val Ghërdina/Wolkenstein, Predazzo, Cavalese, Alleghe, San Martino di Castrozza.

## Główneszczyty
| Nr  | Nazwa                                             | Wysokość (m n.p.m.) | Nr  | Nazwa                                | Wysokość (m n.p.m.) |
| --- | ------------------------------------------------- | ------------------- | --- | ------------------------------------ | ------------------- |
| 1.  | Punta Penia (w masywie Marmolada)                 | 3344                | 23. | Pala di San Martino                  | 2996                |
| 2.  | Antelao                                           | 3263                | 24. | Catinaccio (niem. Rosengartenspitze) | 2981                |
| 3.  | Tofana di Mezzo                                   | 3244                | 25. | Cima di Fradusta                     | 2941                |
| 4.  | Punta Sorapiss                                    | 3229                | 26. | Cimon del Froppa                     | 2932                |
| 5.  | Monte Civetta                                     | 3220                | 27. | niem. Fermedaturm                    | 2867                |
| 6.  | Gran Vernel                                       | 3205                | 28. | Cima d’Asta                          | 2848                |
| 7.  | Monte Cristallo                                   | 3221                | 29. | Cima Canali                          | 2846                |
| 8.  | Cima di Vezzana                                   | 3192                | 30. | Croda Grande                         | 2839                |
| 9.  | Cimon della Pala                                  | 3184                | 31. | Torri del Vajolet                    | 2821                |
| 10. | Sassolungo (niem. Langkofel)                      | 3181                | 32. | Sass Maor                            | 2816                |
| 11. | Monte Pelmo                                       | 3169                | 33. | Cima di Ball                         | 2783                |
| 12. | Punta dei Tre Scarperi (niem. Dreischusterspitze) | 3152                | 34. | Cima della Madonna (Sass Maor)       | 2751                |
| 13. | Piz Boè (niem. Boespitze)                         | 3152                | 35. | Cima della Rosetta                   | 2741                |
| 14. | Croda Rossa d’Ampezzo (niem. Hohe Gaisl)          | 3148                | 36. | Croda da Lago                        | 2701                |
| 15. | Piz Popena                                        | 3143                | 37. | niem. Central Grasleitenspitze       | 2705                |
| 16. | Punta Grohmann niem. Grohmannspitze               | 3126                | 38. | Monte Schiara                        | 2562                |
| 17. | Croda dei Toni (niem. Zwölferkofel)               | 3094                | 39. | Sasso di Mur                         | 2554                |
| 18. | Cima Undici (niem. Elferkofel)                    | 3092                | 40. | Cima Dodici                          | 2338                |
| 19. | Sass Rigais (niem. Geislerspitzen)                | 3025                | 41. | Monte Pavione                        | 2336                |
| 20. | Tre Cime di Lavaredo                              | 3003                | 42. | Cima di Posta                        | 2235                |
| 21. | Catinaccio d’Antermoia (niem. Kesselkogel)        | 3004                | 43. | Monte Pasubio                        | 2232                |
| 22. | Cinque Dita (niem. Fünffingerspitze)              | 2997                |     |                                      |                     |